# 约翰·迪斯利
约翰·迪斯利（英語：John Disley，1928年11月20日—2016年2月8日），英国男子田径运动员。他曾代表英国参加1952年和1956年夏季奥林匹克运动会田径比赛，其中1952年奥运会获得一枚铜牌。